# 子守神社 (可児市)
子守神社（こまもりじんじゃ）は、岐阜県可児市にある神社である。全国各地にある子守神社の一つである。地名より中恵土子守神社（なかえどこまもりじんじゃ）とも表記される。
創建時期は不明。1156年（保元元年）に社殿創建の棟札があるといい（社殿再建の棟札の説もある）、平安時代以前の創建と推測される。

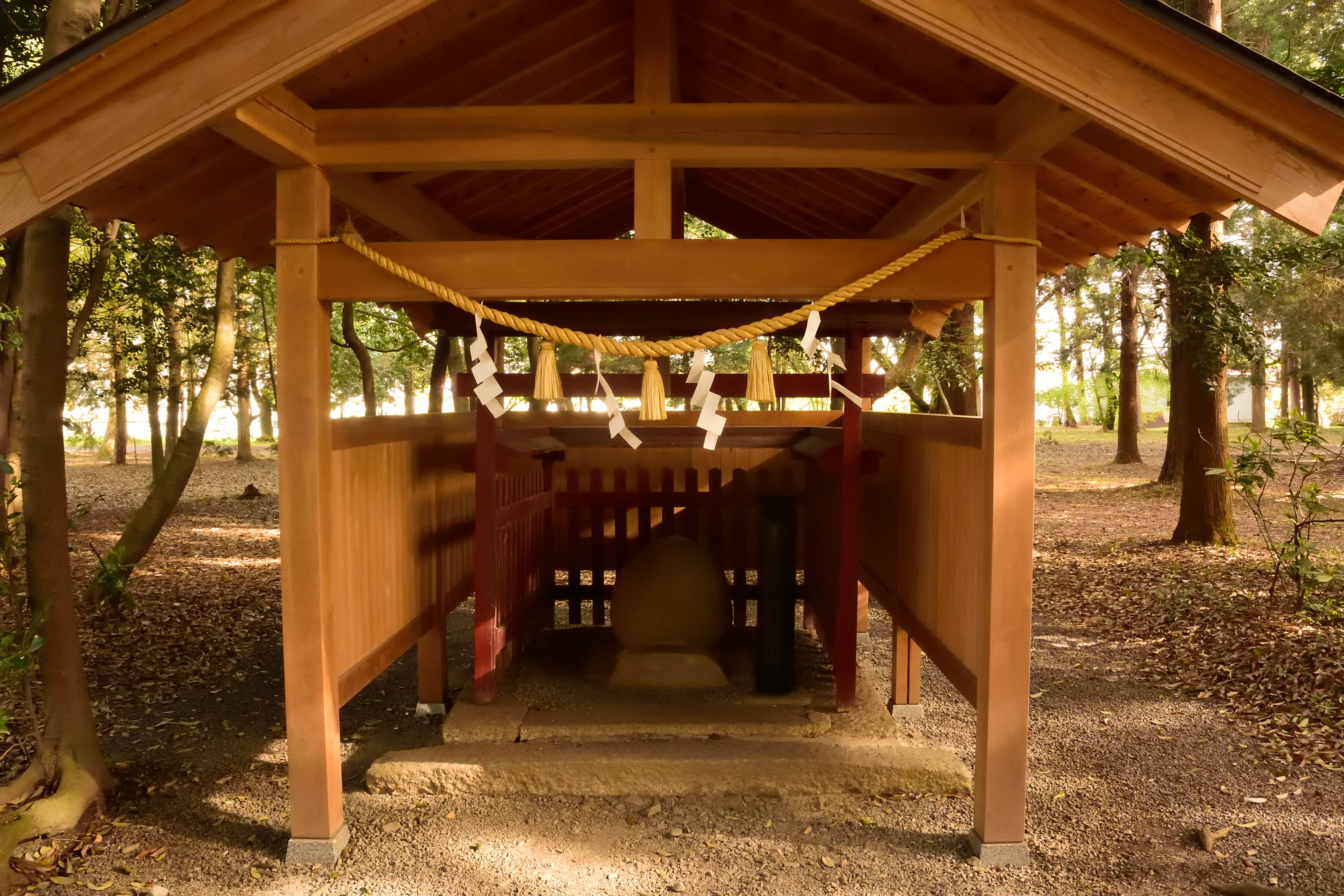
子守神社(可児市)子授石

またぐと子宝を授かると伝えられる「子授石」があり、安産・子供の守護に御利益があるといわれる。毎年3月28日の例祭（子守神社大祭）は、子授け・子育・安産を祈願する人で賑わう。

## 祭神
- 水分神

## 交通機関
- 太多線可児駅より徒歩20分。
- 名古屋鉄道広見線新可児駅より徒歩20分。
- 東鉄バス「可児工業高校前」バス停下車、徒歩3分。

## その他
祭神は水分神であるが、和泉源内兵衛重義が子守明神となったという言い伝えがある。
- 和泉源内兵衛重義は元北面武士であり、武士をやめた後は美濃国武儀郡で夫婦で暮らしていたという。
- ある日美濃国可児郡前田（現・可児市坂戸）で「子供の神となるべし」のお告げを受け、以後、夫婦で前田に移り住む。1157年（保元2年）、夫婦の間に第一子が誕生し、以後32年間で32人の子供が授かったという。
- 1234年（文暦元年）3月28日、重義はこの地で入滅し子守明神となったという。その後、妻は美濃国不破郡松尾（現・不破郡関ケ原町松尾）で亡くなり、子安明神となったという。